# Broussonetia papyrifera
Mûrier à papier, Mûrier d’Espagne
Espèce
Classification phylogénétique
Le Mûrier à papier, Mûrier d'Espagne, Broussonétia à papier ou encore en Nouvelle-Calédonie, Arbre  à tapa (Broussonetia papyrifera (L.) L'Hér. ex Vent.), est une espèce de plantes à fleurs de la famille des Moraceae. C'est un arbre dioïque à feuillage caduc originaire d'Asie orientale et du Sud-Est asiatique.
C’est une plante invasive en Europe, et sa commercialisation a été interdite en Suisse en 2024.
Le mûrier à papier est un arbre pouvant mesurer de 15 à 20 m de haut. Il possède des fibres végétales dans la couche interne de son écorce, qui depuis les premiers siècles de l'ère commune ont servi en Chine à produire du papier.
La tradition d'une production artisanale de papier de broussonétia a quasiment disparu de Chine sauf pour quelques ethnies du Yunnan (comme les Dai ou les Bai). Au Japon, le Broussonetia papyrifera (kazino-ki) est aussi utilisé avec le broussonétia hybride (B. kazinoki x B. papyrifera) ou koso. En Corée, le broussonétia hybride, est une espèce qui pousse à l'état sauvage dans l'île de Gageodo et qui est utilisée pour fabriquer le papier traditionnel hanji (voir Papier d'écorce de mûrier).
En Chine, les espèces B. papyrifera et B. kazinoki qui sont très proches, ne sont généralement pas très bien distinguées.

## Étymologies
Le nom de genre Broussonetia est dédié au médecin, ichtyologue et botaniste, Pierre Broussonet (1761-1807), défenseur du système de nomenclature de Carl Linné et introducteur de pieds femelles de mûrier à papier de Chine à la fin du XVIIIe siècle. En 1799, Charles Louis L'Héritier de Brutelle (1746-1800) lui dédie, le genre Broussonetia de la famille des Moraceae.
L'épithète spécifique papyrifera est un mot de latin botanique formé du latin papyrus « support d'écriture en papyrus » et du suffixe -fera, du latin fero, ferre « porter » soit « qui produit un support d'écriture ». L'étymologie de ces mots latins repose sur le grec ancien : πάπυρος, pápyros « papyrus » et sur φέρω, phérō « porter ». Le mot français papier est issu (vers 1300) du latin populaire °papilus, altération du latin classique papyrus, d'origine grecque. C'est le nom du roseau d'Égypte qui désigne aussi, la feuille mince servant de support à l'écriture (Ier siècle). Les feuilles de papyrus sont exportées d'Égypte en Europe occidentale jusque vers la fin du VIIIe siècle. Par la suite, le papyrus est remplacé peu à peu par le parchemin, presque exclusivement en usage jusqu'au XIIe siècle, puis par le papier à chiffon, d'origine chinoise et transmis par les Arabes.

## Nomenclature
Linné a d'abord décrit cette espèce en 1753 sous le nom de Morus papyrifera L. dans Species plantarum. Il cite la planche d'Engelbert Kaempfer (1712), Amoenitates Exoticae, 471, t.472, décrivant le papier de broussonétia.
Quoique l'espèce soit connue des botanistes européens et cultivée dans les environs de Paris, elle n'est présente que sous forme de spécimens mâles. Par la suite, le botaniste Pierre Broussonet (1761, 1807), trouve un spécimen de la plante en Écosse, en prélève une bouture et s'aperçoit que la plante est femelle. Au Muséum national d'histoire naturelle, Lamarck place alors cette espèce dans le nouveau genre Papyrius (1798). À la même époque, L'Héritier de Brutelle, un magistrat botaniste, créé lui aussi un nouveau genre, sous le nom de Broussonetia. Il est assassiné en 1800, avant qu’il n'ait eu la possibilité de publier une description.
En 1798, le botaniste et mycologue Étienne Ventenat (1757-1808) décrit l'espèce sous le nom de Broussonetia papyrifera dans le « Tableau du règne végétal selon la méthode de Jussieu, Tome 3 ». Après avoir donné une description botanique précise, il indique que « Comme les citoyens L'Heritier et Lamarck n'ont pas encore publié la description de ce genre, c'est dans l'herbier que nous avons observé les caractères énoncés ».
La citation d'auteur dans l'encadré ci-dessus « (L.) L'Hér. ex Vent., 1799 » indique que Ventenat (abr. Vent.) est le responsable de la création du taxon et reconnaît que L'Héritier de Brutelle (et Lamarck) avaient l’intention de le faire. En outre Ventenat indique aussi que l'espèce « est originaire du Japon. Cet arbre est cultivé avec succès dans plusieurs jardins des environs de Paris ».

## Synonymes
Selon Tropicos, les synonymes sont :
- Morus papyrifera L.
- Smithiodendron artocarpoideum Hu
- Papyrius papyrifera (L.) Kuntze

## Description
Le mûrier à papier est un arbre pouvant mesurer jusqu'à 15 à 20 m de haut. Son écorce grise est légèrement striée. C'est une espèce dioïque (les fleurs mâles et femelles sont sur des spécimens différents).
Ses rameaux sont pubescents et laissent s'écouler un latex blanc si on les taille (ce qu'il supporte assez mal).
Ses feuilles sont disposées en spirale, avec un pétiole de 2,3 à 8 cm et un limbe largement ovale à étroitement elliptique-ovale, simple ou 3-5-lobé chez les jeunes arbres, de 6 à 18 cm de long sur 5 à 9 cm de large, rêche et vert sur la face supérieure, duveteuse et gris blanchâtre sur la face inférieure et à marge grossièrement dentée en scie, à base cordée et asymétrique et apex acuminé. Les stipules sont largement lancéolées à étroitement ovales, membraneuses et décidues. Les jeunes sujets et les rejets ont généralement des feuilles beaucoup plus grandes et lobées qui  diffèrent notablement de celles des sujets âgés.
L'inflorescence mâle est un chaton pendants, gris jaunâtre, oblongs, long de 5-10 cm et l'inflorescence femelle est un glomérule globuleux vert 1-2 cm de diamètre portant de nombreuses fleurs pistillées séparées par des bractées. La fleur mâle est formée d'un calice (à quatre lobes) et de quatre étamines, et la fleur femelle d'un périanthe membraneux à 2–4 lobes, d'un ovaire libre et d'un style de 3 mm de long.
À la fin de l'été, le glomérule laisse éclore de petits tubes orangés d'un centimètre de long, à l'extrémité desquels on trouve une graine rouge d'un à deux millimètres de diamètre. On a alors une infrutescence, un « fruit » sphérique syncarpe, une « mûre » globuleuse, de trois à quatre centimètres de diamètre, rouge-orangé, sucré et juteux mais très fragile. Il peut être une source importante d'alimentation pour les animaux.
Le fruit est comestible et goûteux mais trop fragile pour être commercialisé.
La floraison a lieu en avril-mai et la fructification en juin-juillet.

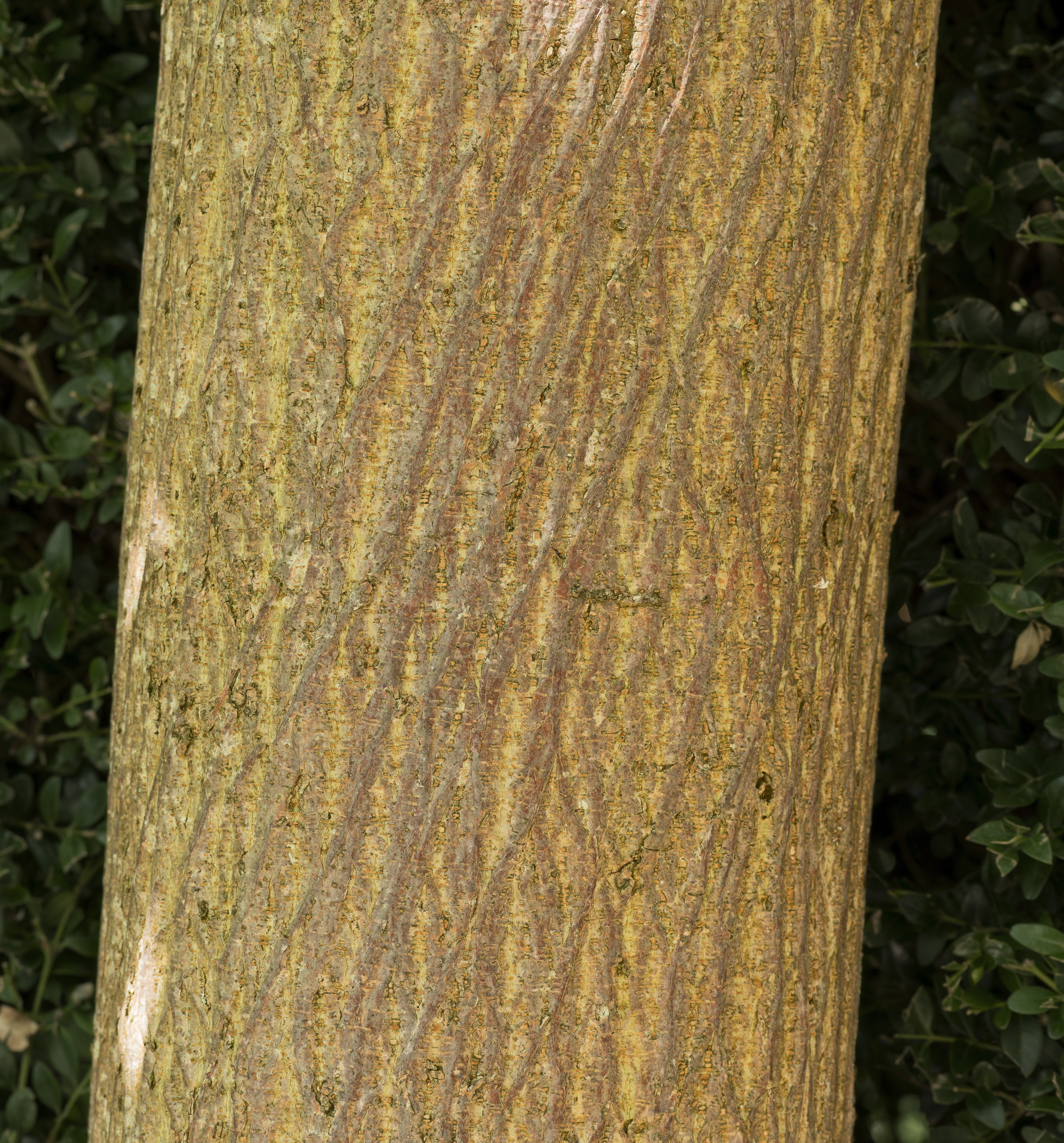
Tronc.
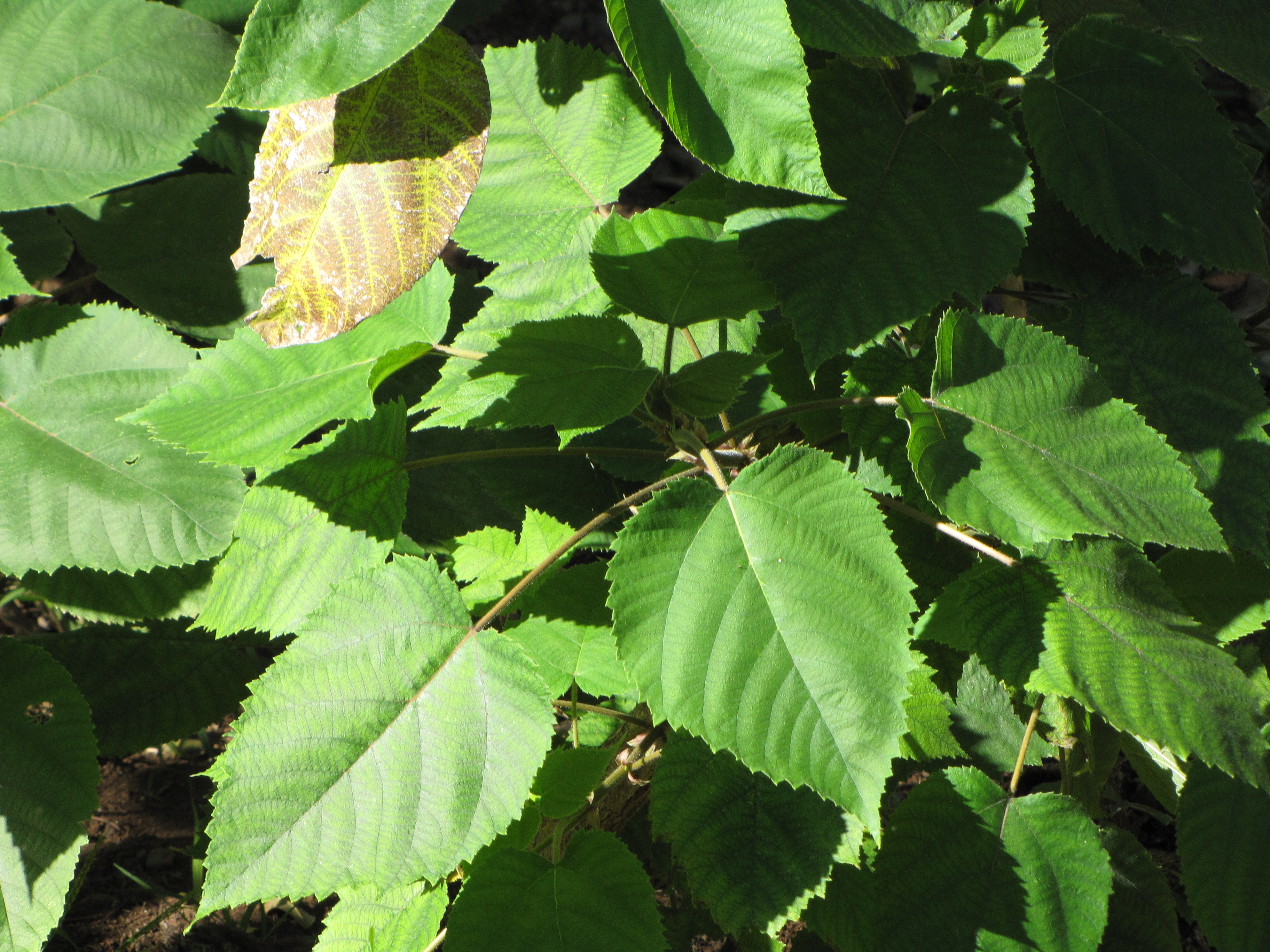
Feuilles simples.
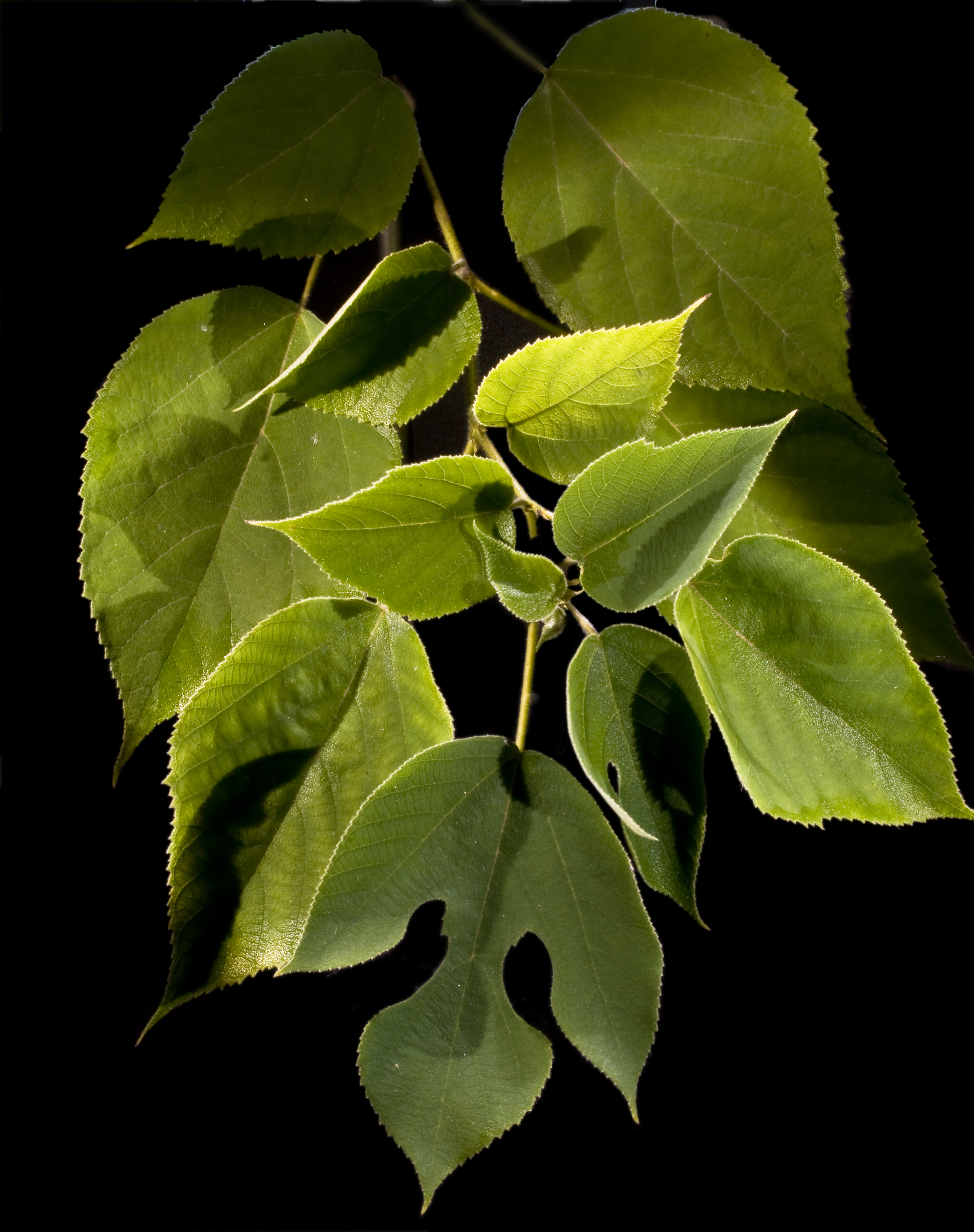
Feuilles.
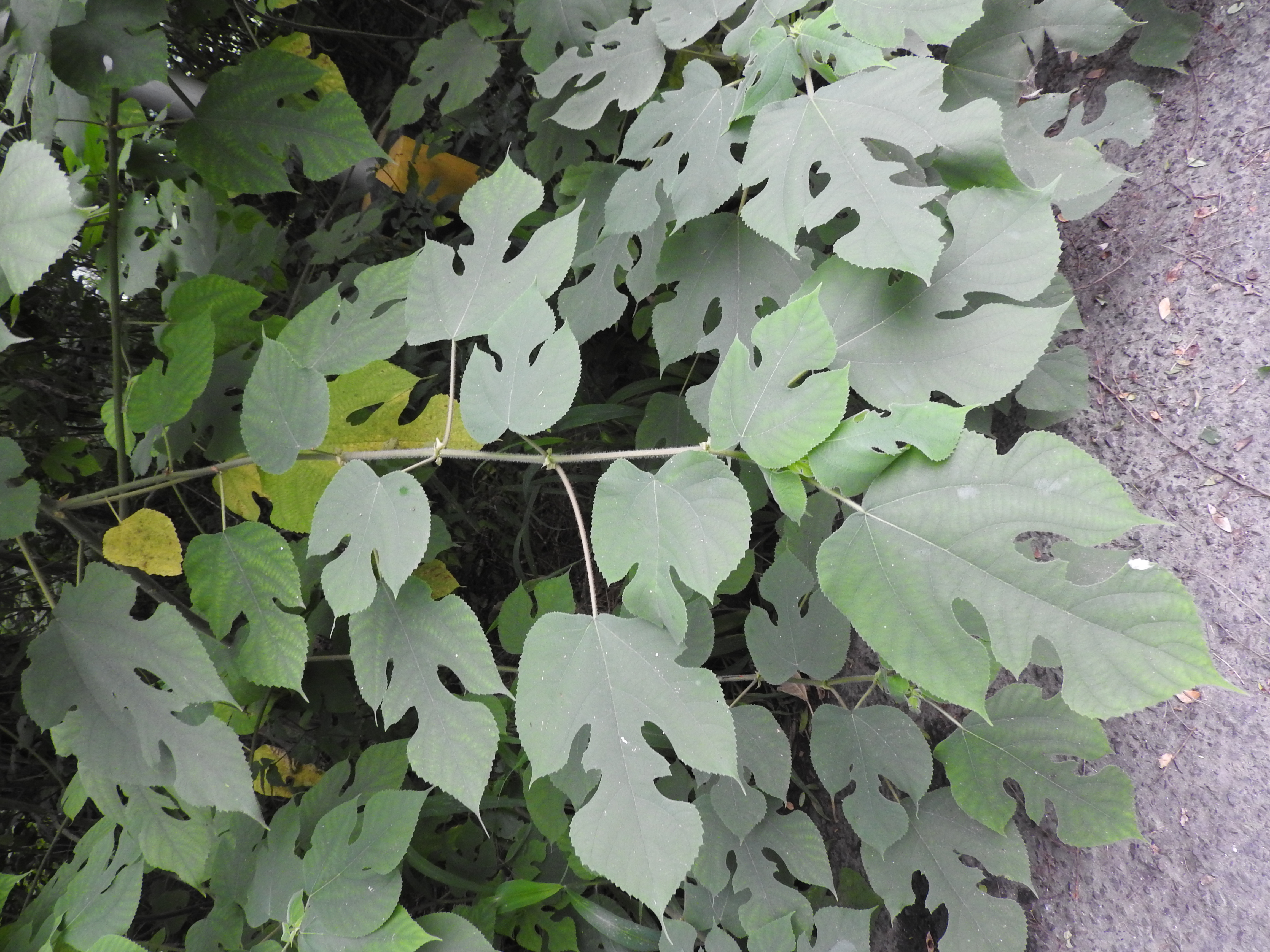
Feuilles lobées.
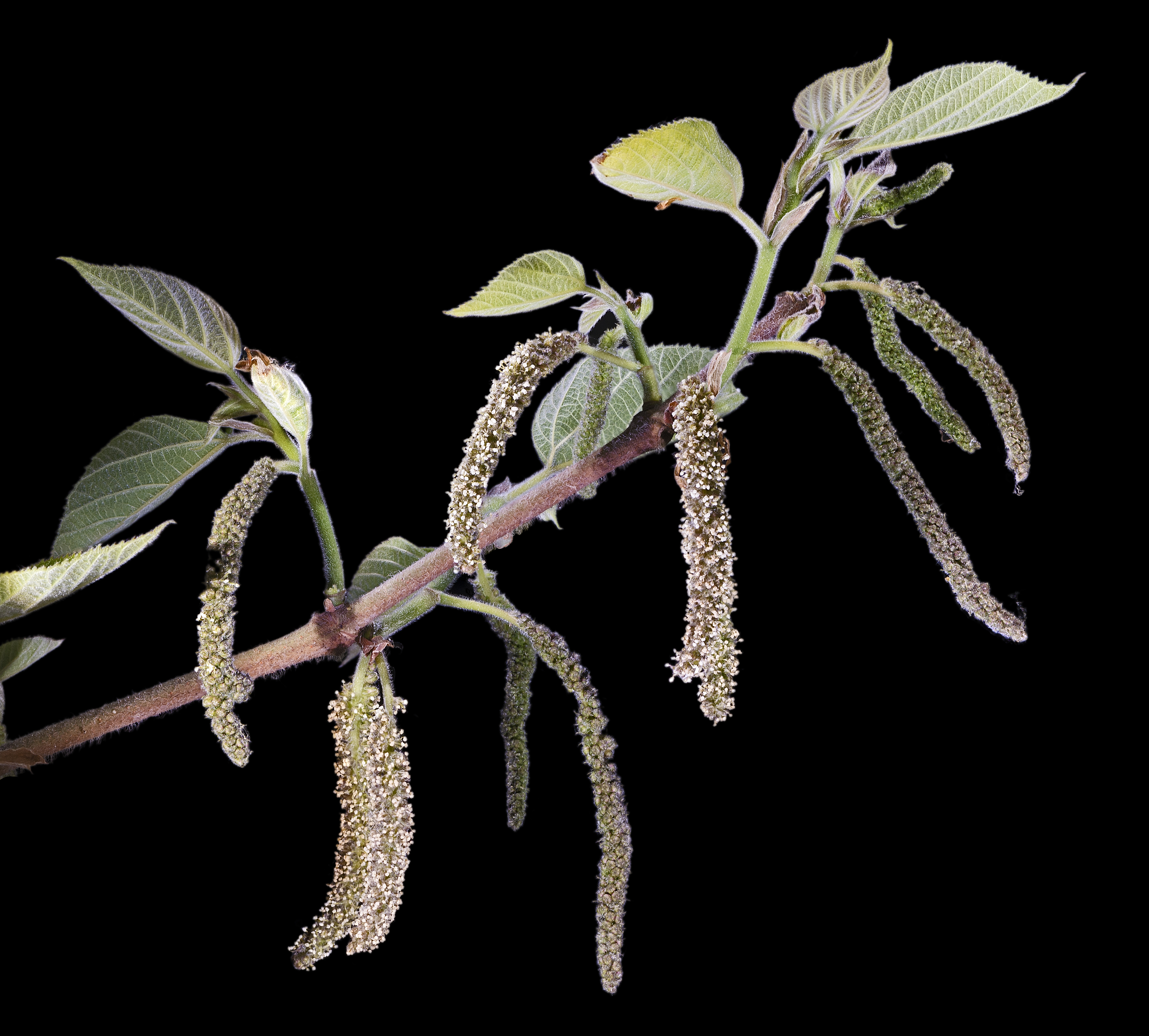
Inflorescence mâle (chaton).
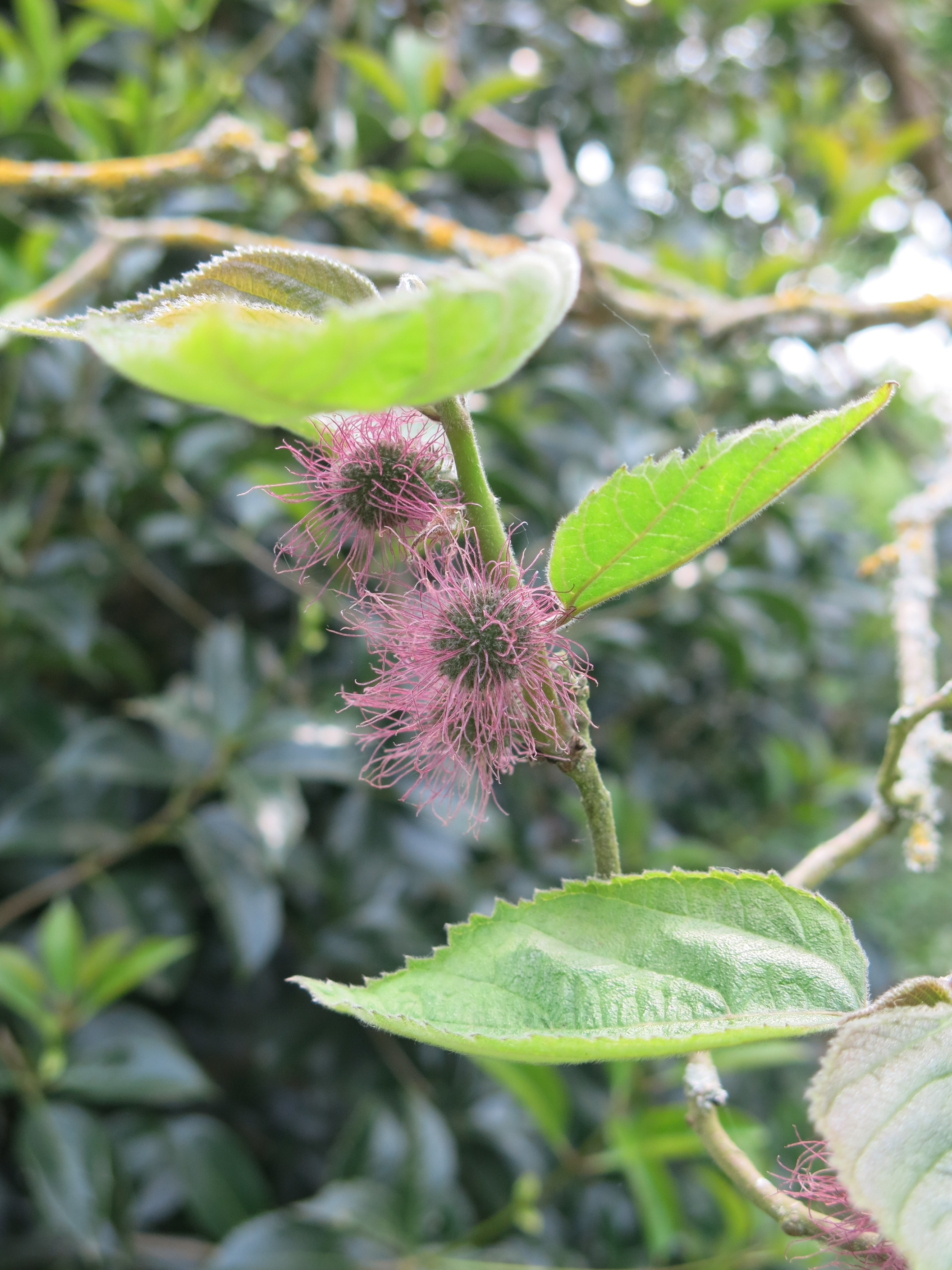
Inflorescence femelle.
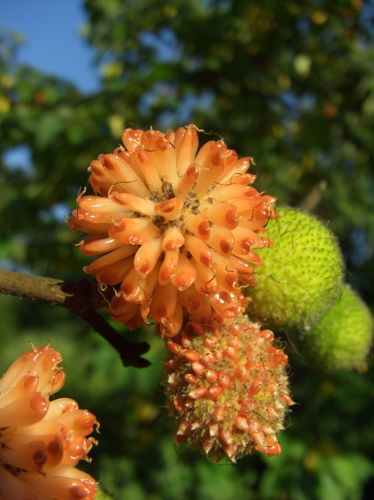
Infrutescence.
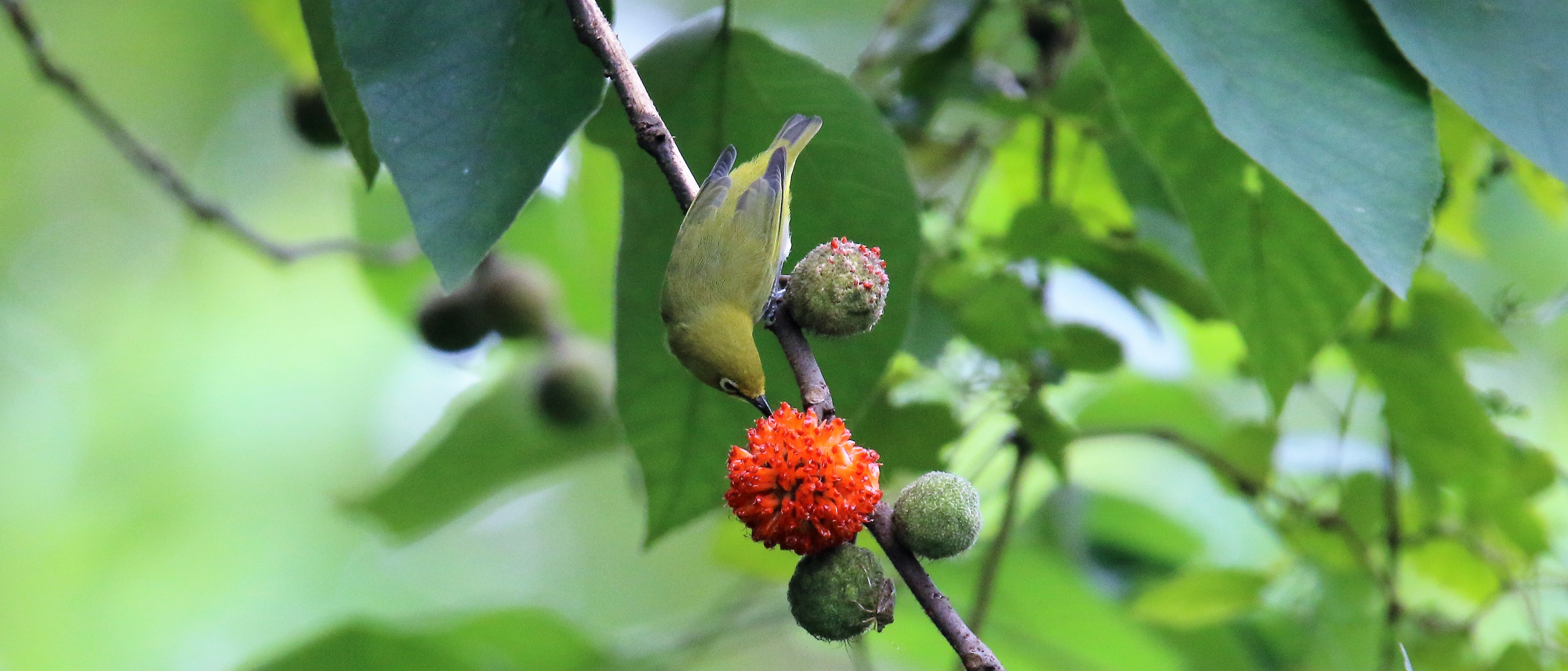
Fruits syncarpes.

## Distribution
Cette espèce d'arbre pionnier dioïque à croissance rapide est très probablement originaire de Chine, de Taïwan et de l'Asie du Sud-Est continentale. Mais en raison de la longue histoire de son usage, de considérables divergentes existent dans la littérature botanique sur l'ampleur de sa distribution.
Selon POWO (Kew Gardens), l’aire de répartition naturelle de cette espèce s’étend de l’Inde à la Corée, la Chine et à l’Indochine. Elle est originaire de l’Assam, Bangladesh, Cambodge, Chine Centre-Nord, Chine Centre-Sud, Chine Sud-Est, Hainan, Inde, Corée, Laos, Myanmar, Taiwan, Thaïlande, Tibet, et Viêt Nam.
Elle a été introduite au Japon, Indonésie, en Europe (Espagne, France, Italie, Roumanie, Bulgarie, Grèce), Pakistan, Tadjikistan… États-Unis, Argentine du NE… où elle s'est naturalisée.
Selon Flora of China, l’espèce est originaire d'Asie tempérée et tropicale
- Chine (Fujian, Gansu, Guangdong, Guangxi, Guizhou, Hainan, Shandong, Sichuan, Tibet, Yunnan, Zhejiang), Japon (îles  Ryūkyū), Corée et Taïwan ;
- Cambodge, Laos, Birmanie, Thaïlande, Viêt  Nam, Malaisie et les îles du Pacifique[n 1] ;

Cet arbre adventice, à croissance rapide, est également introduit dans le monde entier pour lutter contre l'érosion. Il devient envahissant en Argentine, au Ghana, en Ouganda, au Pakistan, aux Philippines, aux Îles Salomon et aux États-Unis ;
Il est cultivé dans les jardins européens avant l'époque de Linné.

## Utilisations

### Culture
La multiplication du mûrier à papier se fait par graines ou boutures (de -8 à 12 cm prélevées en fin d’été). Il se sème au printemps et sous verre dans les latitudes européennes. Une fois bien enraciné, il peut résister à environ −12 °C.
De croissance assez rapide, il est tolérant à la sécheresse une fois installé (fréquent en Provence). Il supporte bien les terres calcaires, mais pas les excès d'humidité. Ses racines émettent des rejets même à longue distance, ce qui le rend envahissant.
Le mûrier à papier est souvent employé pour ombrager les terrasses dans le Midi.
En Asie, quand il est recherché pour sa fibre, il est cultivé aussi bien en terrain plat, ce qui permet une récolte facile, qu'à flanc de colline, où les terrains sont moins prisés pour les autres cultures. Il s'accommode aussi bien des terres sèches que des terrains humides. Sa culture est assez facile mais celle du Brousonnetia kazinoki étant plus simple, les deux espèces sont souvent plantées en mélange dans les champs. Les arbustes cultivés donnent de meilleures fibres que les arbustes sauvages ; celles-ci sont épaisses, longues et résistantes. La récolte des tiges peut avoir lieu chaque année. Les arbustes fournissent des écorces utilisées depuis toujours en Asie orientale et dans l'arc pacifique. Elles sont principalement employées dans la fabrication du papier, mais aussi en médecine traditionnelle comme le sont les feuilles et les fruits de l'arbuste.

### Papier d'écorce
Les fibres de Broussonetia papyrifera sont regroupées en faisceaux dans la couche interne de son écorce. Elles sont formées de cellules minces et creuses atteignant une longueur étonnante de 25 cm et sont associées aux cellules du phloème qui transportent les nutriments. Ces longues fibres peuvent être aisément séparées du tissu parenchymateux. Grâce à cette propriété, le papier fabriqué avec ces fibres végétales est très résistant tout en restant parfaitement doux.
Les trois grandes traditions de fabrication sont celles de la Chine, du Japon et de la Corée.
Se reporter à cet article, pour des informations historiques, terminologiques, et sur les différences entre les techniques papetières de Chine, du Japon et de la Corée.
Durant deux à trois siècles, les premiers papiers à être fabriqués en Chine sont réalisés avec des fibres de chanvre, de ramie ou de lin. En l'année 105 de l'ère commune, le haut fonctionnaire Cai Lun, propose une innovation pour fabriquer du papier, se résumant à pilonner des écorces de mûrier avec des morceaux de chanvre, de vieux chiffons et des filets de pêche. Cette innovation est décisive pour assurer le succès de la diffusion du papier. Les papiers de broussonétia sont assez couramment utilisés sous les Tang (618-907) pour copier les sutras bouddhistes. Les anciens supports de l'écriture, les lattes de bambou et la soie, respectivement trop lourds et trop chère, ont disparu peu à peu devant le papier.
En Chine, trois caractères (et leur variant) sont utilisés dans les anciens textes pour désigner les mûriers à papier : 构 (構) gòu, 楮 chǔ et 榖 gǔ. Ils désignent suivant les lieux et les époques de manière générique le mûrier à papier, sans faire de distinction entre les trois espèces de Broussonetia actuellement distinguées par les botanistes : 1) Broussonetia papyrifera L'Hér. ex Vent., 2) Broussonetia kazinoki Siebold, 3) B. kazinoki × B. papyrifera (hybride). Comme il n'est pas d'usage, dans la langue écrite habituelle (non technique) de mélanger l'écriture en alphabet latin avec les caractères chinois, les botanistes de Flora of China sont convenus de donner les noms vulgaires lexicalisés de 构树 Gòushù au B. papyrifera et de 楮树 Chǔshù au B. kazinoki alors que la forme hybride (3) n'étant pas utilisée en Chine n'a pas reçu de nom spécifique (si ce n'est le descriptif 杂交构树 Zájiāo gòushù « hybride de broussonétia »). La créativité des artisans papetiers chinois, sur un territoire immense, a produit au cours des siècles, une multitude de procédures de production de papier à écorce fabriqués à partir de mûriers à papier sauvages. Mais peu ont survécu au boom économique qui a suivi le programme de réforme économique chinoise de Deng Xiaoping dans les années 1980.
Pour avoir une description concrète du processus de fabrication du papier à écorce de Broussonetia, nous nous appuierons sur une enquête de terrain d'un universitaire de Pékin, Zhu Xia, effectuée dans une communauté de l'ethnie Dai, à Mengding zhen, au sud-ouest du Yunnan (près de la frontière birmane), qui fabrique depuis des siècles du papier avec de l'écorce de Broussonetia (桑科构皮(楮皮) sangke goupi (chupi) dit l'auteur) « écorces de Broussonetia de la famille des Moraceae » selon une méthode traditionnelle. En 2003, il y a environ 30 à 50 familles du village de Mangtuan qui fabriquent du papier toute l'année et les autres le faisant à temps partiel. Ce sont les femmes qui sont responsables des ateliers de papeterie et effectuent les travaux. Les hommes peuvent occasionnellement les assister dans leurs taches. Elles se fournissent en écorces de mûrier à papier à partir d'arbres sauvages. Comme il n'y en a plus près du village, elles les achètent aux communautés d'ethnies Wa et Lahu situées à 30 km de leur village où les arbres sauvages n'ont pas encore disparu. Les autres villages dai du Yunnan qui produisent aussi du papier achètent généralement les fibres de broussonétia (goupi) sèches encore plus loin puisque beaucoup se fournissent en écorces sèches en provenance du Laos ou de la Birmanie.
La procédure de fabrication du papier d'écorce de broussonétia peut être décomposée en 11 étapes,, les deux premières étapes ne sont pas faites à Mangtuan :

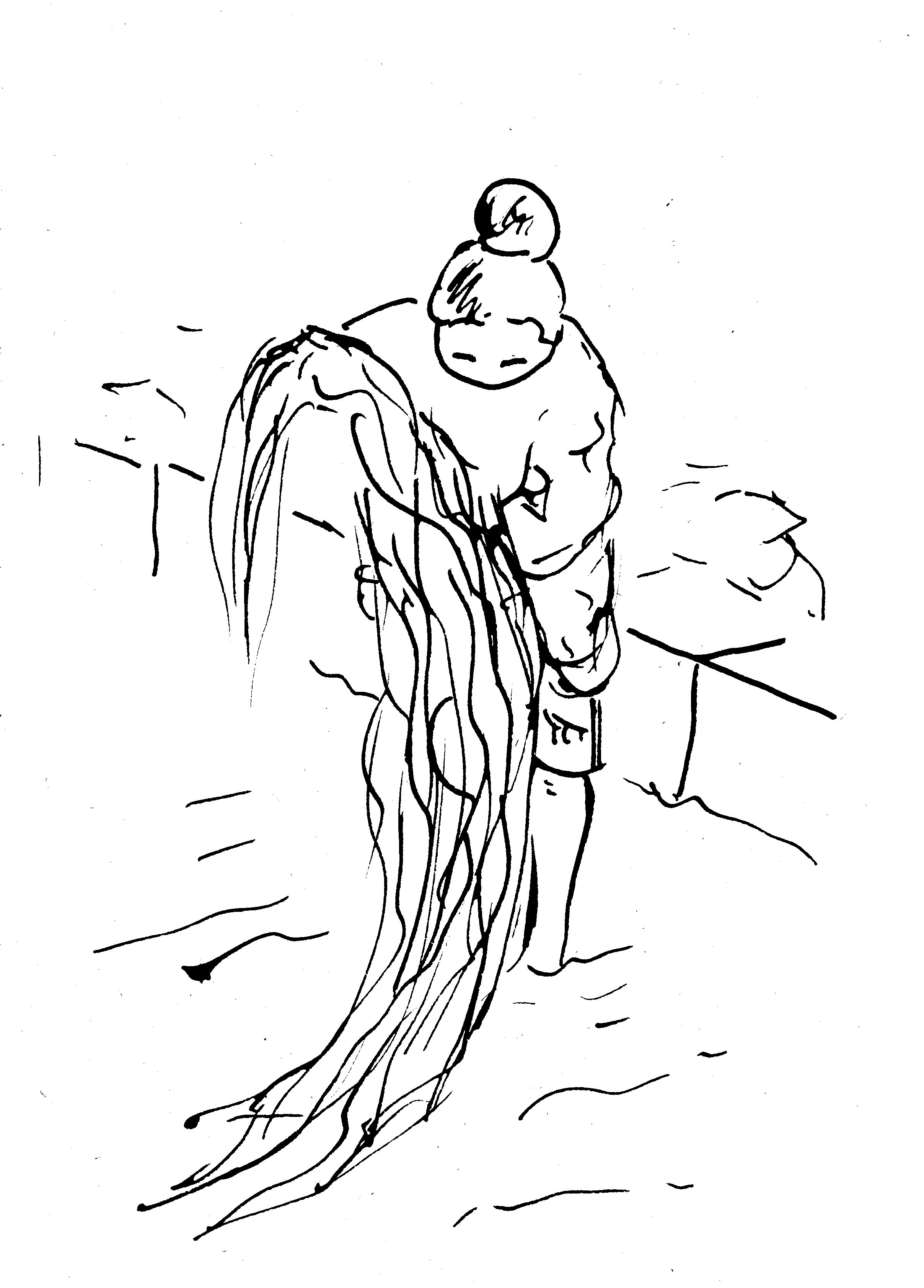
3. Tremper les longs rubans de fibres de Broussonetia dans la rivière.

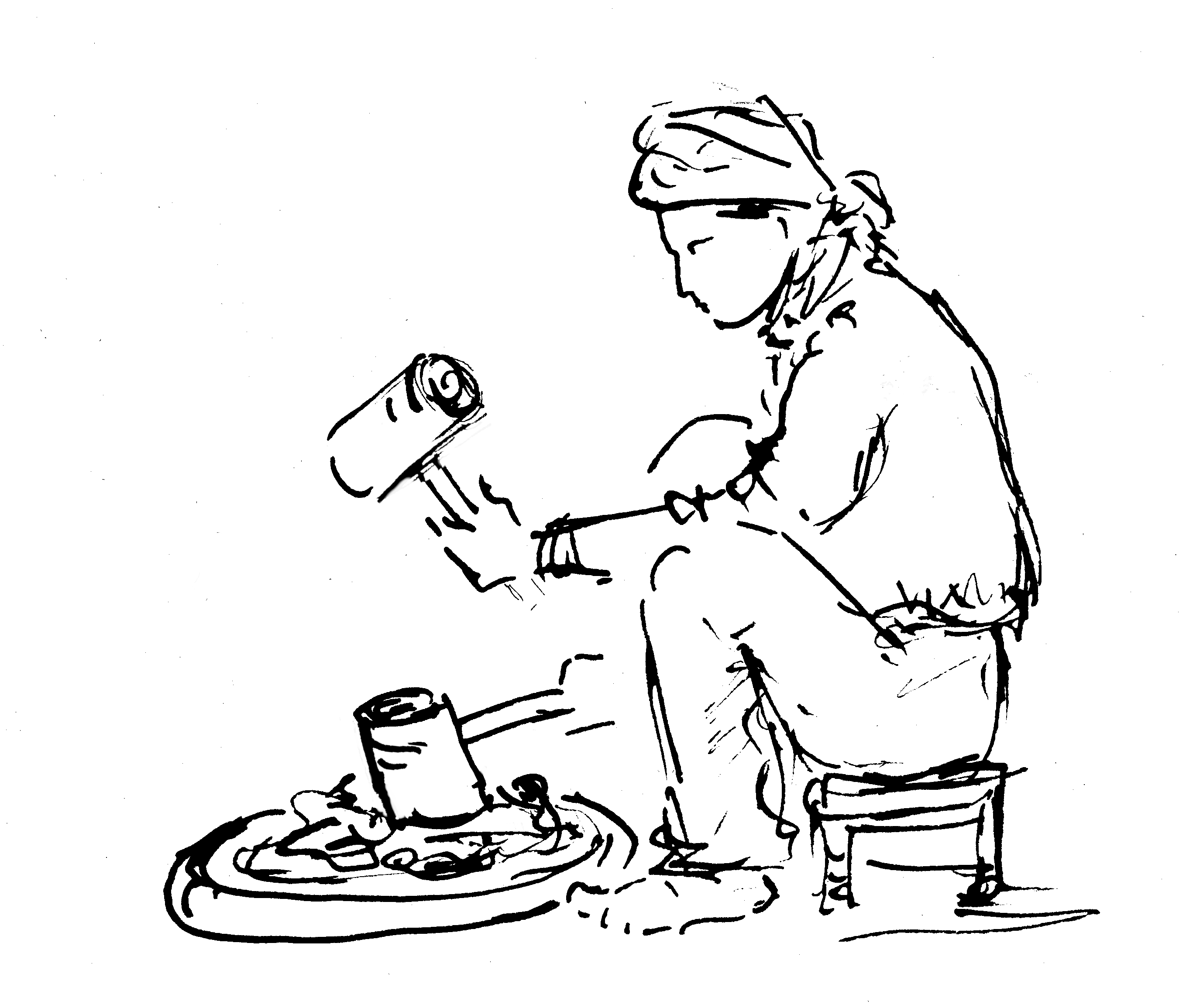
7. Martelage de la pulpe : placez les fibres de Broussonetia sur un gros galet plat et martelez avec deux gros maillets.

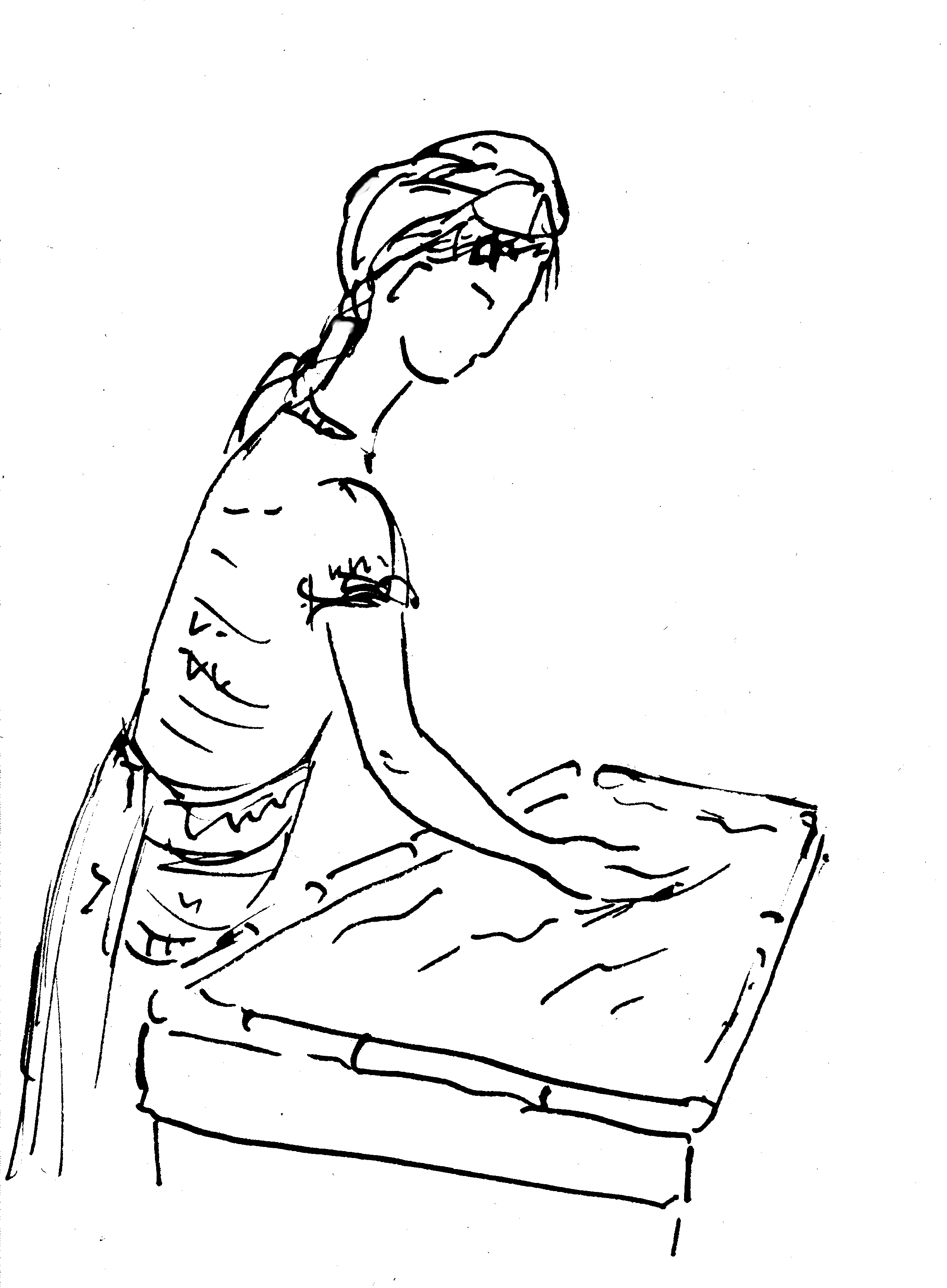
8. Confection de feuille : la papetière tapote la surface de l'eau pour disperser la pulpe sur le tamis tendu de gaze, posé dans une cuve de 8 cm de profondeur.

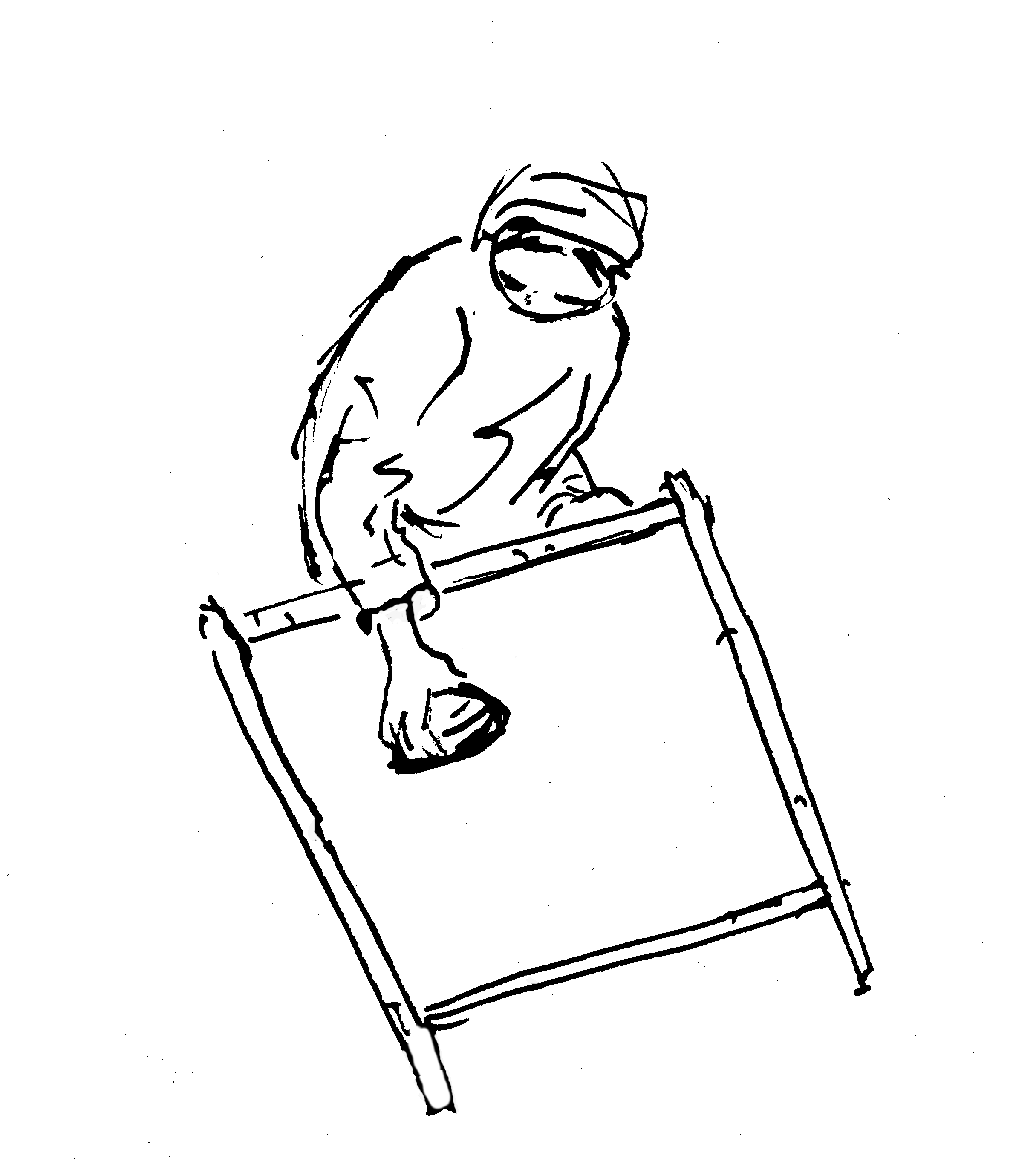
10. Calandrage : frotter un bol de porcelaine retourné sur la feuille.

- 1. Couper des branches : dans  la forêt, au printemps, coupez des branches de mûrier à papier (de 2 à 3 cm de diamètre), faites-en des fagots pour les transporter ;
- 2. Peler : écrasez à coup de marteau l'extrémité d'une branche, saisissez un bout d'écorce, dégagez et tirez fortement pour en détacher un long ruban d'écorce arraché tout le long de la branche, grattez la couche externe de l'écorce (grise et verte en dessous) avec un couteau pour l'éliminer et ne garder que la couche interne comportant des fibres libériennes et les mettre à sécher au soleil ;
- 3. Tremper : regrouper les rubans d'écorces achetées en gerbes, pour les plonger dans la rivière qui court au bord du village pendant une nuit (ou plus), les couvrir d'une grosse pierre pour les plonger dans l'eau ;
- 4. Mélanger avec des cendres d'herbes et de bois : après avoir retiré les écorces de la rivière, il est nécessaire d'étaler uniformément les cendres sur les écorces. Une couche d'écorces et une couche de cendres sont mélangées à part égale sur le sol. Cette alcalinisation des fibres assure la blancheur du papier ;
- 5. Étuver : au bord de la rivière, mettez les écorces mélangées avec de la cendre végétale dans un grand wok, ajoutez un peu de cendre, allumez le feu et couvrez avec une toile de chanvre pour maintenir la température. Chaque wok peut contenir plus de 20 kg d'écorces. Cuire à la vapeur dans le wok pendant 6 à 7 heures. Après ébullition, l'eau est jaunie et l'écorce s'est désintégrée en floculant. Il est possible d'ajouter des cendres végétales durant la cuisson ;
- 6. Laver : on repêche les bandes d'écorces du wok avec un bâton de bambou et on les lave dans la rivière une à une, on gratte les cendres collées avec une spatule de bambou ;
- 7. Marteler la pulpe : placez les fibres sur un gros galet plat et martelez-les avec un ou deux gros maillets, pendant une demi-heure, pour 1 à 2 kg de fibres. Il faut retourner la pâte régulièrement jusqu'à ce qu'elle se transforme en une pulpe fine avec les fibres semi-séparées. La pulpe devient très molle et se disperse facilement dans l'eau ;
- 8. Confectionner des feuilles : la papetière dai utilise une forme fixe[n 4], un tamis constitué d'un cadre en bambou sur lequel est tendu un morceau de gaze, de 76 × 66 cm. Elle pose le tamis au fond d'une cuve d'eau de 8 cm de profondeur (et le maintient au fond en posant une pierre sur le cadre), puis elle met dans l'eau une boule de pulpe qu'elle disperse aux quatre coins en tapotant des doigts pour la répartir régulièrement sur le tamis. Tout en continuant à tapoter à la surface de l'eau, elle élimine du bout des doigts les quelques impuretés qu'elle aperçoit - plus la pulpe est dispersée uniformément, meilleure est la qualité du papier. Elle enlève la pierre sur le cadre du tamis et le soulève en le maintenant horizontalement, elle le pose sur le bord de la cuve pour qu'il s'égoutte. Cette étape est la plus délicate et demande un vrai savoir-faire ;
- 9. Sécher au soleil : appuyer le tamis au soleil (avec sa feuille de papier) le long d'un mur durant 1 à 2 heures ; en cours de séchage, retournez le tamis la tête en bas pour uniformiser l'humidité ;
- 10. Calandrer : lorsque la feuille de papier est à moitié sèche, prendre un bol en porcelaine, appliquez le sur la feuille en le retournant ouverture vers la feuille et déplacez le doucement de haut en bas pour bien lisser et lustrer la surface ;
- 11. Décoller le papier : ramenez le tamis dans la maison, commencez à décoller un coin de la feuille avec une spatule de bois pointue puis décollez doucement la feuille du tamis; les feuilles sont disposées en pile de 10.

La méthode de confection des feuilles dite par « papier versé » (浇纸 jiāo zhǐ) est une méthode originaire du sous-continent indo-pakistanais. Largement répandue en Asie du Sud, en Asie du Sud-Est et au Tibet, elle est complètement différente de la méthode de fabrication traditionnelle chinoise du papier. La gaze utilisée pour le tamis a l’inconvénient de coller à la feuille de papier fraîche et d'obliger la papetière à laisser la feuille sur le tamis, le temps du séchage et du calandrage. Pour produire en série des feuilles, il faut disposer de nombreux tamis d'avance. Une autre spécificité de cette communauté est d'utiliser des cuves peu profondes (8 cm).
Selon l'enquête de Zhu Xia de 2003, la production annuelle de Mengtuan en « papier baimian » (白绵纸 Báimiánzhǐ), est d'environ 200 000 feuilles.
Le papier de broussonétia fabriqué à Mangtuan, est lisse, résistant aux parasites du livre (contrairement au papier industriel), d'une grande blancheur et solide. Il est principalement utilisé pour les écritures bouddhistes dai, des temples birmans de la région et des pays voisins, Thaïlande et Birmanie, dans lesquels il est exporté. Il est aussi utilisé comme papier à découper utilisé lors de cérémonies religieuses. Plus au sud, la région du Xishuangbana produit du thé pu-erh. Les populations dai qui sont majoritaires dans cette région se sont naturellement efforcées de produire un papier pour l'emballage des galettes de thé de qualité, en particulier avant le développement de l'industrie du papier. Mais ce papier est toujours apprécié aujourd'hui par les producteurs de thé de qualité supérieure ou pour mettre en valeur la dimension artisanale de leur produit,.
Autrefois en Indonésie, le papier tiré de l'écorce, appelée daluang ou dluwang, servait de support à l'écriture. À Java, son usage remonterait au IXe siècle. Le plus ancien manuscrit en langue malaise existant dans le monde, le manuscrit de Tanjung Tanah, qui daterait du XIVe siècle apr. J.-C., est écrit sur du daluang.

### Textile
Des étoffes d’écorce battue (des tapa) ont été fabriquées dans les régions du Sud et du Sud-ouest de la Chine. Au IIIe siècle, les « commentaires sur les plantes, les oiseaux, les bêtes sauvages, les insectes et les poissons dans le Livre des Odes » indique à propos du mûrier à papier que « l'écorce est transformée en une sorte de tissu (布 bu) ou bien, après avoir été pilonnée, [transformée] en papier (纸 zhi) que l'on appelait papier d'écorce de mûrier à papier (榖皮纸 gupizhi) » (Hu et al, 2018). Le médecin naturaliste Li Shizhen dans son ouvrage Bencao gangmu (1593) indique que « les gens de Wuling fabriquaient des vêtements en écorces de mûrier à papier (楮皮 chupi) qui sont très solides ». Il mentionne aussi que l'ethnie Li (黎族 Lizu) de l'île de Hainan, « fabriquait des vêtements avec de l'écorce de bois ». Le 20 mai 2006, la technique de fabrication de tissu d'écorce (ou tapa) des Li est incluse dans la liste du patrimoine culturel immatériel de l'humanité en Chine.
En Polynésie et en Nouvelle-Calédonie, le tapa est un tissu à base de mûrier à papier pour le textile blanc et d'arbre à pain (uru en tahitien) ou de Ficus prolixa pour la couleur rouge-brun. On les fabrique dans la région du Pacifique.
Jadis, en Nouvelle-Calédonie, le tapa représentait une monnaie d'échange, ainsi qu'un support pour transmettre des messages tels que des invitations à des cérémonies. Les cache-sexe et les turbans que portaient les hommes organisant le deuil étaient en tapa.
Masi est le nom donné au mûrier à papier dans les îles Fidji, où il est importé par les explorateurs. Son écorce y est utilisée pour faire des vêtements, eux aussi appelés masi, qu'on décore avec des motifs traditionnels. Ces vêtements sont portés lors des cérémonies importantes (naissances, mariages et enterrements).

### Alimentation animale
Les feuilles de mûrier à papier sauvages servent à nourrir les cochons. Elles sont riches en protéines, vitamines et en fibres. Les jeunes feuilles peuvent être séchées à l'air, écrasées et stockées dans des sacs qui servent pour l'alimentation des cochons durant l'automne et l'hiver.

### Allergie
Au printemps, le mûrier à papier peut produire une grande quantité de pollen durant une courte période. La proximité de cet arbre peut donc provoquer des allergies au pollen.